# السويس (حي)
حي السويس، هو إحدى التقسيمات الداخلية لمدينة السويس في محافظة السويس، جمهورية مصر العربية.